# کلیفتن اسپرینگ (ویکتوریا)
کلیفتُن اسپرینگ (به انگلیسی: Clifton Springs) یک شهرک در استرالیا است که در ویکتوریا (استرالیا) واقع شده‌است.